# Нелюбино (Томская область)
Нелю́бино — деревня в Томском районе Томской области. Входит в состав Зоркальцевского сельского поселения. Названа по фамилии основателей деревни.
Расстояние до Томска — 32 км, до Зоркальцева (центр поселения) — 13 км.
Автобусное сообщение с Томском осуществляется с помощью пригородного автобусного маршрута № 309, а также ряда междугородних автобусных маршрутов (перечень).

## История
Деревня была названа в честь основателя — казака Нелюбина. Примерная дата образования — 1646 г. В дореволюционное время Нелюбино было селом и центром Нелюбинской волости, куда в 1782 году входило 29 деревни. В 1800 году на селе работало 35 крестьянских хозяйств, а в 1911 Нелюбино объединяло уже четыре края: Городской, Богородский, Шумиловский и Бушуевский. Всего 115 дворов, две православные церкви, лавки и магазины. У всех крестьян были свои наделы: сеяли овес, лен, пшеницу, занимались охотой, пчеловодством, пимокатанием. Были свои сапожники, бондари, плотники.

## Население
| 2002  | 2008  | 2009  | 2010  | 2011  | 2012  | 2013  |
| ----- | ----- | ----- | ----- | ----- | ----- | ----- |
| 1341  | ↗1377 | ↗1394 | ↗1409 | ↗1415 | ↗1427 | ↘1422 |
| 2014  | 2015  | 2021  |       |       |       |       |
| ↗1442 | ↘1439 | ↘1254 |       |       |       |       |

## Социальная сфера и экономика
В Нелюбино есть фельдшерско-акушерский пункт, детский сад и средняя общеобразовательная школа. Также работают два клуба, библиотека и тренажёрный зал.
Возле деревни расположена АЗС; в сфере розничной торговли работают пять частных предпринимателей, осуществляет свою деятельность компания по производству молока. В 2013 году открыт новый молокозавод; сумма инвестиций в проект составляет 200 млн руб. Завод производит, помимо собственно молока, также кисломолочные и сокосодержащие напитки.
Услуги ЖКХ оказывает ООО «Тепло» (зарегистрировано в селе Зоркальцево, работает на территории Зоркальцевского сельского поселения).
По сведениям ЦРУ, в 2 км к северу от села находился пусковой комплекс ракет «земля-воздух» дальнего радиуса действия, а в 2 км к западу от села — работающий с ним в паре комплекс РЛС П-14, П-35 с двумя высотомерами ПРВ-11.

## Местная власть
Сельским поселением руководят Глава поселения и Совет. Глава поселения — Виктор Николаевич Лобыня.